# Naoya Uozato
Naoya Uozato (japanisch 魚里 直哉 Uozato Naoya; * 3. August 1995 in Sumoto) ist ein japanischer Fußballspieler.

## Karriere
Uozato erlernte das Fußballspielen in der Schulmannschaft der Seiun Jr High School, in der Jugendmannschaft von Cerezo Osaka sowie in der Universitätsmannschaft der Kwansei-Gakuin-Universität. Seinen ersten Vertrag unterschrieb er 2018 bei seinem Jugendverein Cerezo Osaka. Die erste Mannschaft von Osaka spielte in der höchsten japanischen Liga, der J1 League. Die U23-Mannschaft trat in der dritten Liga an. In der ersten Mannschaft kam er nicht zum Einsatz. Für die U23 von Cerezo absolvierte er 18 Drittligaspiele. Im August 2018 wechselte er zum Drittligisten Gainare Tottori. Für den Verein, der in der Präfektur Tottori beheimatet ist, bestritt er 126 Drittligaspiele. Im Januar 2023 unterschrieb er einen Vertrag beim Zweitligaaufsteiger Fujieda MYFC.

## Erfolge
Cerezo Osaka
- Japanischer Superpokalsieger: 2018